# 开平话
开平话，是粤语四邑片的一种方言，使用区域主要是中國大陸广东省开平市，以及海外開平人聚居社區。

## 次方言
开平话之下可分開北小片、開南小片。

## 相關書籍
開平話相關書籍有，鄧鈞《開平方言》、《开平方音字典》（广西民族出版社出版）等。